# Piotrków Drugi
Piotrków Drugi – wieś w Polsce położona w województwie lubelskim, w powiecie lubelskim, w gminie Jabłonna. Leży przy drodze wojewódzkiej nr 835.
Wieś stanowi sołectwo gminy Jabłonna. 
W latach 1975–1998 miejscowość administracyjnie należała do ówczesnego województwa lubelskiego.

## Wspólnoty wyznaniowe
- Kościół rzymskokatolicki:
  - parafia Chrystusa Dobrego Pasterza w Piotrkowie
- Świadkowie Jehowy:
  - zbór Piotrków k. Lublina (Sala Królestwa Piotrków Drugi 92A)[7].